# Филозофски речник
Филозофски речник (Dictionnaire philosophique) је енциклопедијски речник који је објавио Волтер 1764. године. Алфабетно организовани чланци често критикују католичку цркву, јудаизам, ислам, и друге институције. Прво издање, објављено у јуну 1764, носило је наслов Dictionnaire philosophique portatif. Оно је имало 344 страна и састојало се од 73 чланака. Касније верзије су проширене у два тома и обухватале су 120 чланака. Прва издања је анонимно објавио Габриел Грасет у Женеви. Због провокативног садржаја Речника, Волтер је изабрао Гросета уместо свог уобичајеног издавача да би осигурао своју анонимност. Било је више издања и репринта Речника током Волтеровог живота, али су само четири од њих садржала додатке и модификације. Један други рад објављен 1770. године, Questions sur l'Encyclopédie, који садржи преобликоване и измењене чланке из Француске енциклопедије уређене у алфабетном редоследу, навео је многе едиторе да га споје са Речником (заједно са другим мањим радовима) у јединствени опус. Речник је био животни пројекат за Волтера. Он представља кулминацију његових гледишта о хришћанству, Богу, моралности и другим темама.